# Sphenoptera impressifrons
Sphenoptera impressifrons é uma espécie de insetos coleópteros polífagos pertencente à família Buprestidae.
A autoridade científica da espécie é Fairmaire, tendo sido descrita no ano de 1874.
Trata-se de uma espécie presente no território português.